# ÷ (Ed Sheeran-album)
A ÷ ("Divide") Ed Sheeran angol énekes harmadik stúdióalbuma, amelyet 2017. március 3-án jelentetett meg az Asylum Records és az Atlantic Records. 2017. január 6-án jelentek meg az album első kislemezei, a "Castle on the Hill" és a "Shape of You". A ÷ elnyerte a Grammy-díjat a legjobb popalbum kategóriában.
Az album első helyen debütált az Egyesült Királyságban és 672 ezer példány kelt el belőle az első héten, ezzel a kategóriában a legsikeresebb album férfi előadó által, illetve minden idők a harmadik legsikeresebb albuma Adele 25-ja és az Oasis Be Here Now-ja mögött. Tizennégy országban érte el a slágerlisták élét, többek között az Egyesült Államokban, Kanadában és Ausztráliában. 2018 áprilisában az IFPI 2017 legsikeresebb albumának nevezte. 2019 októberében a 21. század ötödik legsikeresebb albumaként rangsorolták az Egyesült Királyságban.
A lemez összes dala elérte a Brit kislemezlista húsz legjobb helyének egyikét. Ezen dominancia következtében az OCC megváltoztatta a szabályokat, hogy hogyan számolják ki a slágerlisták pozícióit. A negyedik kislemez, a "Perfect" első helyet ért el az Egyesült Államokban, az Egyesült Királyságban és Ausztráliában.
Sheeran az album kiadása után turnézni kezdett. A ÷ Tour, amely 260 koncertből áll, minden idők legsikeresebb turnéja volt.

## Története
2015. december 13-án Sheeran bejelentette, hogy szüneteltetni fogja közösségi médiáinak használatát, részben, hogy az albumát írja. Egy évvel ezen bejelentése után, 2016. december 13-án több közösségi média profilján is posztolt egy kék négyzetet, ezzel bejelentve visszatérését a zenéhez. 2017. január 1-én lett vége a hiátusának és bejelentette, hogy 6-án fog kiadni új zenét. 2017. január 12-én bemutatta az album számlistáját és megjelenésének időpontját.
A ÷ 2017. március 3-án jelent meg az Asylum Records kiadón keresztül.
Világszerte, a megjelenés napján 56,73 milliószor streamelték az albumot Spotifyon, amellyel megdöntötte a The Weeknd Starboy-ának a 29 milliós rekordját. A "Shape of You" kislemezt 10.12 milliószor streamelték, ezt a rekordot 16 nappal később Drake More Life-ja megdöntötte. A megjelenés utáni napra YouTubeon több, mint 1 milliárd megtekintést gyüjtöttek össze az album dalai.

## Az album dalai
| Standard Edition | Standard Edition               | Standard Edition                                                                                               | Standard Edition           | Standard Edition | Standard Edition | Standard Edition | Standard Edition | Standard Edition | Standard Edition |
|                  | Cím                            | Szerző(k) | Producer(ek)               | Hossz            |                  |                  |                  |                  |                  |
| ---------------- | ------------------------------ | --- | -------------------------- | ---------------- | ---------------- | ---------------- | ---------------- | ---------------- | ---------------- |
| 1.               | Eraser                         | Ed Sheeran Johnny McDaid                                                                                       | Johnny McDaid              | 3:47             |                  |                  |                  |                  |                  |
| 2.               | Castle on the Hill             | Benny Blanco Ed Sheeran                                                                                        | Benny Blanco Ed Sheeran    | 4:21             |                  |                  |                  |                  |                  |
| 3.               | Dive                           | Benny Blanco Ed Sheeran Julia Michaels                                                                         | Benny Blanco               | 3:58             |                  |                  |                  |                  |                  |
| 4.               | Shape of You                   | Ed Sheeran Johnny McDaid Kandi Burruss Kevin "She'kspere" Briggs Steve Mac Tameka Cottle                       | Steve Mac                  | 3:53             |                  |                  |                  |                  |                  |
| 5.               | Perfect                        | Ed Sheeran | Ed Sheeran Will Hicks      | 4:23             |                  |                  |                  |                  |                  |
| 6.               | Galway Girl                    | Amy Wadge Damian McKee Eamon Murray Ed Sheeran Foy Vance Johnny McDaid Liam Bradley Niamh Dunne Seán Óg Graham | Mike Elizondo              | 2:50             |                  |                  |                  |                  |                  |
| 7.               | Happier                        | Benny Blanco Ed Sheeran Ryan Tedder                                                                            | Benny Blanco               | 3:27             |                  |                  |                  |                  |                  |
| 8.               | New Man                        | Ammar Malik Benny Blanco Ed Sheeran Jessie Ware                                                                | Benny Blanco               | 3:09             |                  |                  |                  |                  |                  |
| 9.               | Hearts Don't Break Around Here | Ed Sheeran Johnny McDaid                                                                                       | Ed Sheeran                 | 4:08             |                  |                  |                  |                  |                  |
| 10.              | What Do I Know?                | Ed Sheeran Foy Vance Johnny McDaid                                                                             | Ed Sheeran Johnny McDaid   | 3:57             |                  |                  |                  |                  |                  |
| 11.              | How Would You Feel (Paean)     | Ed Sheeran | Ed Sheeran                 | 4:40             |                  |                  |                  |                  |                  |
| 12.              | Supermarket Flowers            | Benny Blanco Ed Sheeran Johnny McDaid                                                                          | Benny Blanco Johnny McDaid | 3:41             |                  |                  |                  |                  |                  |
| 46:14            |                                | |                            |                  |                  |                  |                  |                  |                  |

| Deluxe Edition | Deluxe Edition | Deluxe Edition                                                            | Deluxe Edition                    | Deluxe Edition | Deluxe Edition | Deluxe Edition | Deluxe Edition | Deluxe Edition | Deluxe Edition |
|                | Cím            | Szerző(k)                                                                 | Producer(ek)                      | Hossz          |                |                |                |                |                |
| -------------- | -------------- | ------------------------------------------------------------------------- | --------------------------------- | -------------- | -------------- | -------------- | -------------- | -------------- | -------------- |
| 13.            | Barcelona      | Amy Wadge Benny Blanco Ed Sheeran Foy Vance Johnny McDaid                 | Benny Blanco Ed Sheeran           | 3:11           |                |                |                |                |                |
| 14.            | Bibia Be Ye Ye | Benny Blanco Ed Sheeran Fuse ODG KillBeatz Stephen Woode                  | Benny Blanco Ed Sheeran KillBeatz | 2:56           |                |                |                |                |                |
| 15.            | Nancy Mulligan | Amy Wadge Benny Blanco Ed Sheeran Foy Vance Johnny McDaid Murray Cummings | Benny Blanco Ed Sheeran           | 2:59           |                |                |                |                |                |
| 16.            | Save Myself    | Amy Wadge Ed Sheeran Labrinth                                             | Ed Sheeran Labrinth               | 4:07           |                |                |                |                |                |
| 59:27          |                |                                                                           |                                   |                |                |                |                |                |                |

| 17. | Shape of You (live at Taratata)        | Ed Sheeran Johnny McDaid Kandi Burruss Kevin "She'kspere" Briggs Steve Mac Tameka Cottle | Steve Mac                  | 4:53 |
| 18. | Castle on the Hill (live at Taratata)  | Benny Blanco Ed Sheeran                                                                  | Benny Blanco Ed Sheeran    | 5:03 |
| 19. | Supermarket Flowers (live at Taratata) | Benny Blanco Ed Sheeran Johnny McDaid                                                    | Benny Blanco Johnny McDaid | 3:01 |

Feldolgozott dalok
- "Shape of You": "No Scrubs", eredetileg: TLC

## Közreműködtek

### Zenészek
- Ed Sheeran – ének, gitár (összes, 4, 8, 12, 14, 16 kivételével), háttérének (1-6, 9, 10, 13-16), mandolin (2), basszusgitár (3, 9, 10), ütőhangszerek (4, 9, 10, 14), cselló (7), dobok (9, 14), beatbox (13)
- Blu and Bwoo – Wembley-koncert
- Benny Blanco – programozás, billentyűk (2, 3, 7, 8, 12-15), háttérének (7, 15)
- Leo Abrahams – gitár (1)
- Laurie Anderson – brácsa (5, 7)
- Thomas Bartlett – billentyűk és zongora (2, 3, 7)
- Fenella Barton – hegedű (5, 7)
- Leon Bosch – nagybőgő (5, 7)
- Liam Bradley – zongora (6, 7, 15), háttérének (6, 7, 15), ütőhangszerek (15)
- Karl Brazil – dobok (11)
- Aoife Burke – cselló (16)
- Archie Carter – háttérének (15)
- Nick Cartledge – fuvola és piccolo (5, 7)
- Meghan Cassidy – brácsa (5, 7)
- Eric Clapton (Angelo Mysterioso néven) – gitárszóló (3)
- Travis Cole – háttérének (4)
- Nick Cooper – cselló (5, 7), zenekari vezető (16)
- Billy Cummings – háttérének (15)
- Murray Cummings – háttérének (15)
- Mandhira De Saram – hegedű (5, 7)
- Matthew Denton – hegedű (5, 7)
- James Dickenson – hegedű (5, 7)
- Alison Dods – hegedű (5, 7)
- Niamh Dunne – háttérének (6, 7, 15), ütőhangszerek (15)
- Mike Elizondo – programozás, szintetizátor basszus, zongora, és billentyűk (6)
- DJ Final – scratches (8)
- Brian Finnegan – ír furulya (6, 15)
- Nicole Fischer – brácsa (16)
- Geo Gabriel – háttérének (4)
- Oscar Golding – basszusgitár (1, 11)
- Sean Graham – háttérének (6, 7, 15), ütőhangszerek (15)
- Laurence Love Greed – zongora (9, 11)
- Charys Green – klarinét (5, 7)
- Peter Gregson – cselló (11), karmester (5, 7)
- Ian Hendrickson-Smith – szaxofon (13)
- Wayne Hernandez – háttérének (4)
- Will Hicks – elektromos gitár, ütőhangszerek, és programozás (5)
- Martyn Jackson – hegedű (5, 7)
- Katherine Jenkinson – cselló (5, 7)
- Magnus Johnston – hegedű (5, 7)
- Marije Johnston – hegedű (5, 7)
- Simon Hewitt Jones – hegedű (5, 7)
- Patrick Kiernan – hegedű (5, 7)
- Labrinth – zongora (16)
- Trevor Lawrence Jr. – dobok (6)
- Chris Laws – dobok (4)
- Jay Lewis – dobok (5)
- Tim Lowe – cselló (5, 7)
- Steve Mac – billentyűk (4)
- Ammar Malik – háttérének (8)
- Kirsty Mangan – hegedű (5, 7)
- John Mayer – elektromos gitárszóló (11)
- Joe McCann – háttérének (15)
- Johnny McDaid – gitár (1), akusztikus gitár (6, 15), billentyűk (1), zongora (7, 12), programozás (1), háttérének (12, 15)
- Damian McKee – háttérének (6, 7, 15), ütőhangszerek (15)
- Lisanne Melchoir – brácsa (16)
- Jeremy Morris – hegedű (5, 7)
- Eamon Murray – bodhrán és háttérének (6, 7, 15), ütőhangszerek (15)
- Feilimidh Nunan – hegedű (16)
- ÒT – gitár (14)
- Pino Palladino – basszusgitár (2, 3, 5, 8, 13)
- Phillip Peterson – vonós hangszerek (7)
- Dierdre Reddy – hegedű (16)
- Jan Regulski – hegedű (5, 7)
- Rachel Roberts – brácsa (5, 7)
- Mikey Rowe – billentyűk (1)
- Joe Rubel – programozás (9, 10), gitár (9, 11), szintetizátor (9)
- Ben Russell – nagybőgő (5, 7)
- Kotono Sato – brácsa (5, 7)
- Nico Segal – trombita (13)
- Matthew Sheeran – vonós hangszerelés (5, 7, 16)
- Hilary Skewes – koordináció (5, 7)
- Francis Farewell Starlite – háttérének (8)
- Aura Stone – nagybőgő (16)
- Yue Tang – cselló (16)
- Leo Taylor – dobok (2, 3)
- Ryan Tedder – zongora (7)
- John Tilley – zongora és Hammond-orgona (5)
- Foy Vance – háttérének (6, 15)
- Anita Vedres – hegedű (16)
- Amy Wadge – háttérének (15)
- Jessie Ware – háttérének (3, 7, 8)
- Deborah Widdup – hegedű (5, 7)

### Utómunka
- Executive producer: Ed Sheeran és Benny Blanco
- Producer:  Ed Sheeran (2, 5, 9–11, 13–16), Benny Blanco (2, 3, 7, 8, 12–15), Steve Mac (4), Johnny McDaid (1, 10, 12), Will Hicks (5), Mike Elizondo (6), és Labrinth (16)
- Co-producer: Ed Sheeran (1, 4, 12)
- További producer: Benny Blanco (5)
- Eredeti producer: KillBeatz (14)
- Hangmérnök: Joe Rubel (összes dal), Graham Archer (1, 6, 11), Chris Sclafani (2, 3, 5, 7, 8, 12–15), Dann Pursey (4), Chris Laws (4), és Adam Hawkins (6)
- Hangmérnök-segéd: Duncan Fuller (1, 6, 10, 11), Matt Jones (3, 5, 7), George Oulton (3, 5, 7), Paul Pritchard (5), Jack Fairbrother (5), Johnny Solway (5), Brent Arrowood (6), Archie Carter (9–11), Robert Sellens (9–11)
- Keverés: Mark "Spike" Stent (The Mixsuite UK & LA)
- Master: Stuart Hawkes (Metropolis Mastering, London)
- Design: Jonny Costello és Charlotte Audery (Adultartclubco.uk)
- Illusztrációk: Kasiq Jungwoo
- Eredeti borító: Ed Sheeran festménye, a Damian and Science segítségével

## Helyezések
| Slágerlisták (2017–2018)                                                          | Legjobb helyezés |
| --------------------------------------------------------------------------------- | ---------------- |
| Ausztrália (ARIA Top 50 Albums)                                                   | 1                |
| Ausztria (Ö3 Austria Top 40)                                                      | 1                |
| Belgium (Ultratop Flandria)                                                       | 1                |
| Belgium (Ultratop Vallónia)                                                       | 2                |
| Brazília (Billboard Brasil)                                                       | 1                |
| Csehország (ČNS IFPI Albums Top 100)                                              | 1                |
| Dánia (Hitlisten Album Top 40)                                                    | 1                |
| Dél-Korea (Gaon)                                                                  | 28               |
| Finnország (Musiikkituottajat Albumit Top 50)                                     | 1                |
| Franciaország (SNEP Album Top 100)                                                | 1                |
| Görögország (International Federation of the Phonographic Industry Top 75 Albums) | 2                |
| Hollandia (Dutch Charts Album Top 100)                                            | 1                |
| Horvátország (HDU Toplista)                                                       | 1                |
| Írország (IRMA)                                                                   | 1                |
| Japán (Oricon)                                                                    | 5                |
| Kanada (Billboard Canadian Albums Chart)                                          | 1                |
| Lengyelország (ZPAV Album Top 50)                                                 | 1                |
| Magyarország (MAHASZ Top 40 albumlista)                                           | 1                |
| Mexikó (AMPROFON)                                                                 | 2                |
| Norvégia (VG-lista Album Top 40)                                                  | 1                |
| Németország (Offizielle Top 100)                                                  | 1                |
| Olaszország (FIMI Album Top 20)                                                   | 1                |
| Portugália (AFP Top 30 Albums)                                                    | 1                |
| Spanyolország (PROMUSICAE Top 100 Álbumes)                                        | 1                |
| Svájc (Schweizer Hitparade Top 100 Albums)                                        | 1                |
| Svédország (Sverigetopplistan Top 60 Albums)                                      | 1                |
| Új-Zéland (Recorded Music NZ Top 40 Albums)                                       | 1                |
| Egyesült Királyság (Scottish Albums)                                              | 1                |
| Egyesült Királyság (UK Albums Chart)                                              | 1                |
| USA Billboard 200                                                                 | 1                |

| Slágerlisták (2017)                          | Helyezés |
| -------------------------------------------- | -------- |
| Ausztrália (ARIA Top 50 Albums)              | 1        |
| Ausztria (Ö3 Austria Top 40)                 | 2        |
| Belgium (Ultratop Flandria)                  | 1        |
| Belgium (Ultratop Vallónia)                  | 4        |
| Dánia (Hitlisten Album Top 40)               | 1        |
| Dél-Korea (Gaon)                             | 8        |
| Franciaország (SNEP Album Top 100)           | 1        |
| Hollandia (MegaCharts)                       | 1        |
| Japán (Oricon)                               | 40       |
| Kanada (Billboard Canadian Albums Chart)     | 1        |
| Lengyelország (ZPAV Album Top 50)            | 2        |
| Mexikó (AMPROFON)                            | 20       |
| Norvégia (VG-lista Album Top 40)             | 1        |
| Németország (Offizielle Top 100)             | 2        |
| Olaszország (FIMI Album Top 20)              | 1        |
| Spanyolország (PROMUSICAE)                   | 7        |
| Svájc (Schweizer Hitparade)                  | 1        |
| Svédország (Sverigetopplistan Top 60 Albums) | 1        |
| Új-Zéland (Recorded Music NZ Top 40 Albums)  | 1        |
| Egyesült Királyság (OCC)                     | 1        |
| USA Billboard 200                            | 4        |

| Slágerlisták (2018)                          | Helyezés |
| -------------------------------------------- | -------- |
| Ausztrália (ARIA Top 50 Albums)              | 2        |
| Ausztria (Ö3 Austria Top 40)                 | 3        |
| Belgium (Ultratop Flandria)                  | 2        |
| Belgium (Ultratop Vallónia)                  | 14       |
| Dánia (Hitlisten Album Top 40)               | 2        |
| Dél-Korea (Gaon)                             | 12       |
| Franciaország (SNEP Album Top 100)           | 11       |
| Hollandia (MegaCharts)                       | 2        |
| Írország (IRMA)                              | 3        |
| Japán (Billboard Japan)                      | 46       |
| Kanada (Billboard Canadian Albums Chart)     | 2        |
| Lengyelország (ZPAV Album Top 50)            | 19       |
| Mexikó (AMPROFON)                            | 65       |
| Németország (Offizielle Top 100)             | 5        |
| Svájc (Schweizer Hitparade)                  | 2        |
| Svédország (Sverigetopplistan Top 60 Albums) | 4        |
| Olaszország (FIMI Album Top 20)              | 10       |
| Új-Zéland (Recorded Music NZ Top 40 Albums)  | 1        |
| Egyesült Királyság (OCC)                     | 3        |
| USA Billboard 200                            | 5        |

| Slágerlisták (2019)                          | Helyezés |
| -------------------------------------------- | -------- |
| Ausztrália (ARIA Top 50 Albums)              | 11       |
| Ausztria (Ö3 Austria Top 40)                 | 29       |
| Belgium (Ultratop Flandria)                  | 12       |
| Belgium (Ultratop Vallónia)                  | 67       |
| Dánia (Hitlisten Album Top 40)               | 8        |
| Hollandia (Dutch Charts Album Top 100)       | 9        |
| Írország (IRMA)                              | 10       |
| Kanada (Billboard Canadian Albums Chart)     | 13       |
| Lengyelország (ZPAV Album Top 50)            | 90       |
| Németország (Offizielle Top 100)             | 58       |
| Olaszország (FIMI Album Top 20)              | 44       |
| Svájc (Schweizer Hitparade)                  | 14       |
| Svédország (Sverigetopplistan Top 60 Albums) | 21       |
| Új-Zéland (Recorded Music NZ Top 40 Albums)  | 6        |
| Egyesült Királyság (OCC)                     | 11       |
| USA Billboard 200                            | 31       |

| Slágerlisták (2020)                          | Helyezés |
| -------------------------------------------- | -------- |
| Ausztrália (ARIA Top 50 Albums)              | 16       |
| Ausztria (Ö3 Austria Top 40)                 | 39       |
| Belgium (Ultratop Flandria)                  | 25       |
| Belgium (Ultratop Vallónia)                  | 140      |
| Dánia (Hitlisten Album Top 40)               | 14       |
| Hollandia (Dutch Charts Album Top 100)       | 21       |
| Írország (IRMA)                              | 16       |
| Kanada (Billboard Canadian Albums Chart)     | 29       |
| Olaszország (FIMI Album Top 20)              | 70       |
| Svájc (Schweizer Hitparade)                  | 40       |
| Svédország (Sverigetopplistan Top 60 Albums) | 26       |
| Új-Zéland (Recorded Music NZ Top 40 Albums)  | 14       |
| Egyesült Királyság (OCC)                     | 13       |
| USA Billboard 200                            | 65       |

| Slágerlisták (2010–2019)         | Helyezés |
| -------------------------------- | -------- |
| Ausztrália (ARIA Top 50 Albums)  | 4        |
| Németország (Offizielle Top 100) | 11       |
| Egyesült Királyság (OCC)         | 4        |
| USA Billboard 200                | 3        |

## Minősítések
| Ország                      | Minősítés   | Eladás    |
| --------------------------- | ----------- | --------- |
| Argentína (CAPIF) lemez     | Arany       | 10 000    |
| Argentína (CAPIF) digitális | Platina     | 20 000    |
| Ausztrália (ARIA)           | 9× Platina  | 630 000   |
| Ausztria (IFPI Austria)     | 2× Platina  | 30 000    |
| Belgium (BEA)               | 3× Platina  | 90 000    |
| Chile                       | Arany       | 5000      |
| Dánia (IFPI Denmark)        | 9× Platina  | 180 000   |
| USA (RIAA)                  | 4× Platina  | 4 000 000 |
| Egyesült Királyság (BPI)    | 12× Platina | 3 600 000 |
| Franciaország (SNEP)        | Gyémánt     | 500 000   |
| Hollandia (NVPI)            | 4× Platina  | 160 000   |
| Japán (RIAJ)                | Arany       | 100 000   |
| Kanada (Music Canada)       | 8× Platina  | 640 000   |
| Lengyelország (ZPAV)        | Gyémánt     | 100 000   |
| Magyarország (MAHASZ)       | 3× Platina  | 6000      |
| Mexikó (AMPROFON)           | 2× Platina  | 120 000   |
| Németország (BVMI)          | 9× Arany    | 900 000   |
| Olaszország (FIMI)          | 6× Platina  | 300 000   |
| Portugália (AFP)            | Platina     | 15 000    |
| Spanyolország (PROMUSICAE)  | Platina     | 40 000    |
| Svájc (IFPI Switzerland)    | 2× Platina  | 40 000    |
| Svédország (GLF)            | 2× Platina  | 80 000    |
| Szingapúr (RIAS)            | 6× Platina  | 60 000    |
| Új-Zéland (RMNZ)            | 14× Platina | 210 000   |
| Összesítések                |             |           |
| Világszerte                 | —           | 7 400 000 |